# عباس الحاوي
عباس الحاوي ممثل سوري ولدُ في دمشق، سوريا في عام 1949، أنتسب في العضوية نقابة الفنانين عام 1976، عمل في مجال المونتاج السينمائي وعمل كمساعد مخرج لعدة سنوات وأنتقل للتمثيل في عدة مسرحيات ومسلسلات.

## أعماله

### من المسرحيات
- عيد الشحادين
- علاء الدين والسيف المسحور
- الطريق إلى الشمس

### من الأفلام
- الخاطئون
- غابة الذئاب
- شاطئ الجدة
- الصحفية الحسناء
- صعود المطر

### من المسلسلات
- الانهيار 1997
- المحكوم 1996
- اهل الراية
- الطير
- مسلسل ومضات من تاريخنا 2003
- أحلام لا تموت
- في الإذاعة
- برنامج (حكم العدالة) بِدور المقدم رئيف